# Mooreton
Mooreton és una població dels Estats Units a l'estat de Dakota del Nord. Segons el cens del 2000 tenia 204 habitants.

## Demografia
Segons el cens del 2000, Mooreton tenia 204 habitants, 92 habitatges, i 49 famílies. La densitat de població era de 291,7 hab./km².
Dels 92 habitatges en un 21,7% hi vivien nens de menys de 18 anys, en un 48,9% hi vivien parelles casades, en un 1,1% dones solteres, i en un 46,7% no eren unitats familiars. En el 38% dels habitatges hi vivien persones soles el 15,2% de les quals corresponia a persones de 65 anys o més que vivien soles. El nombre mitjà de persones vivint en cada habitatge era de 2,22 i el nombre mitjà de persones que vivien en cada família era de 3,1.
Per edats la població es repartia de la següent manera: un 25,5% tenia menys de 18 anys, un 9,3% entre 18 i 24, un 31,9% entre 25 i 44, un 15,7% de 45 a 60 i un 17,6% 65 anys o més.
L'edat mediana era de 35 anys. Per cada 100 dones de 18 o més anys hi havia 100 homes.
La renda mediana per habitatge era de 29.375 $ i la renda mediana per família de 48.281 $. Els homes tenien una renda mediana de 27.361 $ mentre que les dones 22.500 $. La renda per capita de la població era de 16.434 $. Entorn del 9,1% de les famílies i l'11,5% de la població estaven per davall del llindar de pobresa.

## Poblacions més properes
El següent diagrama mostra les poblacions més properes.